# Kohllapse
Kohllapse – australijski zespół wykonujący połączenia gatunków progresywny doom metal oraz darkwave. Został założony w mieście Canberra w 1996. W tekstach utworów zespół porusza zagadnienia związane z chrześcijaństwem.

## Członkowie
- Paul Sweeney - gitara basowa
- Ro Edwards - śpiew, gitara[1]

## Dyskografia
- Kohllapse	(1996) LP
- Distant Mind Alternative	(1999) LP, Ponownie wydany w 2005 przez australijską wytwórnię Soundmass[2]